# قبة سليم (قرية)
تقع قبة سليم في الضفة الغربية من النيل في الولاية الشمالية من السودان، وهي من قُرى منطقة السكوت ، يحدها من الشمال قرية أبو راقة، ومن الجنوب قرية نلوة، ومن الشرق النيل، ومن الغرب الصحراء الكبرى.

## النشاط السكاني
- الزراعة
- الرعي
- التجارة
- الهجرة

## التاريخ
كانت القرية تسمى قبل هذا باسم قري «أدي فار» وبعد أن أتى الشيخ محمد بن سليم وإنشائه لتلك القبة سميت بقبة سليم، وهناك قصص تروى في هذا النطاق، منها:
ذهب الشيخ بن سليم إلى أواسط السودان لنشر الدين الإسلامي. وعندما قرر العودة جلس على فروة سارت به في النيل شمالا حتى وصل قبالة قريتي صواردة و«أدي» عندما أدركته الصلاة فضرب بعصاه الماء فظهرت بكراماته جزيرة هي ما تعرف بجزيرة واوسي التابعة لقرية صواردة حاليا. وتمضى الرواية في القول إن أهالي صواردة وسكان «أدي» تنازعوا في استضافة الشيخ ود سليم وانتهى الأمر بأن فاز أهل «أدي» بالشيخ وأهل صواردة بالجزيرة.
استقر الشيخ ود سليم في البر الغربي وبنى مسجدا يعلم الناس أمور دينهم، وقد عُرف بالصلاح والتقوى كما عُرف بكراماته العديدة التي تروى إلى يومنا هذا. وعند وفاته دفن في قبة أصبحت مزاراً لأتباعه ومريديه، وعرفت القرية بـ (قبة سليم) تبركاً باسم الشيخ. 
وتذكر الروايات إلى أن الشيخ ود سليم يرجع بنسبه البعيد إلى علي زين العابدين بن الحسين بن علي -  -. ويروى أن جده سليم (الكبير) قدم أصلا من العراق إلى مصر في عهد صلاح الدين الأيوبي وسكن في الشرقية. ويقال أن الشيخ ود سليم أبن أخت الشيخ عبد القادر الجيلاني وله أقارب في الشرقية بمصر وفي دراو وابريم بالنوبة المصرية وفي أواسط السودان وكثير من قرى السكوت ولا سيما في قرية أبو راقة وقرية صواردة وقرية أشيمتو.
نسب الشيخ ود سليم
شريف بن محمد صاحب قبة سليم بن سليمان بن علي بن محمد بن هاشم بن مسلم بن سليم ابي مسلم العراقي الهمداني ابن يوسف بن أيوب بن محمد صدر الدين ابن الحسين جلال الدين بن علي أبو المؤيدين بن جعفر أبو الحرث بن محمد بن محمود بن أحمد بن عبد الله ابن علي بن جعفر الزاكي بن علي الهادي بن محمد الجواد بن علي الرضا بن موسي الكاظم بن جعفر الصادق بن محمد الباقر بن علي زين العابدين بن الحسين السبط بن علي بن أبي طالب من السيدة الزهراء فاطمة من محمد رسول الله صلي الله عليه وسلم.

### قبة سليم..قديماً كان اسمهاAdai Farr
ومعناها بالعربية (المعبد القديم) حيث آثارات (صادنقا) جنوبها. وهي توأم لآثار قرية (صلب) الواقعة جنوبا بالبر الغربي للنيل.
مكثتْ خبيرة آثار ((جورجينا)) فترة طويلة هناك واستخرجتْ كنوزا.. وكتبتْ كتباً ومؤلفات عن الحضارة التي قامت في هذه المنطقة امتداداً لحضارة النوبة القديمة والوسيطة.(ماقبل المسيحية وما بعدها). 
تقع منازل القرية بشكل طولي تقريباً على امتداد النيل ومحازاته نظراً لضيق الرقعة الصالحة للزراعة حيث تمثل المنطقة الزراعية شريطا بين المنازل وبين غابات النخيل على امتداد جروف النيل.